# Шамбон (Приморская Шаранта)
Шамбо́н (фр. Chambon) — коммуна во Франции, находится в регионе Пуату — Шаранта. Департамент коммуны — Шаранта Приморская. Входит в состав кантона Эгрефёй-д’Они. Округ коммуны — Рошфор.
Код INSEE коммуны — 17080.

## Население
Население коммуны на 2010 год составляло 910 человек.
| 1962 | 1968 | 1975 | 1982 | 1990 | 1999 | 2010 |
| ---- | ---- | ---- | ---- | ---- | ---- | ---- |
| 634  | 566  | 554  | 634  | 730  | 739  | 910  |